# Leptognathina
Sous-ordre
Les Leptognathina sont un sous-ordre d'étoiles de mer (Asteroidea).

## Systématique
Les classifications modernes comme celle suivie par le World Register of Marine Species ne reconnaissent plus ce sous-ordre, les Spinulosida ayant été pour la plupart redistribuées sur d'autres ordres.

## Liste des familles
- Acanthasteridae Sladen, 1889
- Asterinidae Gray, 1840
- Echinasteridae Verrill, 1867
- Ganeriidae Sladen, 1889
- Metrodiridae
- Mithrodiidae Viguier, 1879
- Poraniidae Perrier, 1894
- Valvasteridae

La famille Acanthasteridae a été déplacée vers l'ordre des Valvatida d'après des recherches récentes : les sites de phylogénie mettent plus ou moins de temps à accepter ce reclassement, déjà opéré par NCBI mais pas encore par ITIS.